# Kanton Saint-Pierre-d’Albigny
Der Kanton Saint-Pierre-d’Albigny ist seit 1860 ein französischer Wahlkreis im Département Savoie in der Region Auvergne-Rhône-Alpes. Er umfasst 25 Gemeinden in den Arrondissements Chambéry und Saint-Jean-de-Maurienne, sein Hauptort (frz.: bureau centralisateur) ist Saint-Pierre-d’Albigny. Bei der landesweiten Neuordnung der französischen Kantone wurde er um die ehemaligen Kantone Chamoux-sur-Gelon und Aiguebelle erweitert und dadurch erheblich vergrößert.

## Gemeinden
Der Kanton besteht aus 25 Gemeinden mit insgesamt 19.572 Einwohnern (Stand: 2022) auf einer Gesamtfläche von 294,70 km²:
| Gemeinde                       | Einwohner 1. Januar 2022 | Fläche km² | Dichte Einw./km² | Code INSEE | Postleitzahl | Arrondissement          |
| ------------------------------ | ------------------------ | ---------- | ---------------- | ---------- | ------------ | ----------------------- |
| Aiton                          | 1.811                    | 16,29      | 111              | 73007      | 73220        | Saint-Jean-de-Maurienne |
| Argentine                      | 952                      | 28,03      | 34               | 73019      | 73220        | Saint-Jean-de-Maurienne |
| Betton-Bettonet                | 304                      | 3,41       | 89               | 73041      | 73390        | Chambéry                |
| Bonvillaret                    | 144                      | 8,88       | 16               | 73049      | 73220        | Saint-Jean-de-Maurienne |
| Bourgneuf                      | 667                      | 6,48       | 103              | 73053      | 73390        | Chambéry                |
| Chamousset                     | 615                      | 6,31       | 97               | 73068      | 73390        | Chambéry                |
| Chamoux-sur-Gelon              | 961                      | 10,63      | 90               | 73069      | 73390        | Chambéry                |
| Champ-Laurent                  | 31                       | 5,07       | 6                | 73072      | 73390        | Chambéry                |
| Châteauneuf                    | 922                      | 6,99       | 132              | 73079      | 73390        | Chambéry                |
| Coise-Saint-Jean-Pied-Gauthier | 1.306                    | 10,38      | 126              | 73089      | 73800        | Chambéry                |
| Cruet                          | 1.042                    | 10,06      | 104              | 73096      | 73800        | Chambéry                |
| Épierre                        | 762                      | 19,36      | 39               | 73109      | 73220        | Saint-Jean-de-Maurienne |
| Fréterive                      | 632                      | 11,01      | 57               | 73120      | 73250        | Chambéry                |
| Hauteville                     | 350                      | 2,45       | 143              | 73133      | 73390        | Chambéry                |
| Montendry                      | 50                       | 8,28       | 6                | 73166      | 73390        | Chambéry                |
| Montgilbert                    | 115                      | 9,53       | 12               | 73168      | 73220        | Saint-Jean-de-Maurienne |
| Montsapey                      | 83                       | 26,36      | 3                | 73175      | 73220        | Saint-Jean-de-Maurienne |
| Saint-Alban-d’Hurtières        | 387                      | 19,40      | 20               | 73220      | 73220        | Saint-Jean-de-Maurienne |
| Saint-Georges-d’Hurtières      | 409                      | 11,85      | 35               | 73237      | 73220        | Saint-Jean-de-Maurienne |
| Saint-Jean-de-la-Porte         | 977                      | 16,01      | 61               | 73247      | 73250        | Chambéry                |
| Saint-Léger                    | 256                      | 11,06      | 23               | 73252      | 73220        | Saint-Jean-de-Maurienne |
| Saint-Pierre-d’Albigny         | 4.175                    | 18,46      | 226              | 73270      | 73250        | Chambéry                |
| Saint-Pierre-de-Belleville     | 176                      | 7,46       | 24               | 73272      | 73220        | Saint-Jean-de-Maurienne |
| Val-d’Arc                      | 2.009                    | 14,21      | 141              | 73212      | 73220        | Saint-Jean-de-Maurienne |
| Villard-Léger                  | 436                      | 6,73       | 65               | 73315      | 73390        | Chambéry                |
| Kanton Saint-Pierre-d’Albigny  | 19.572                   | 294,70     | 66               | 7318       | –            | –                       |

Bis zur Neuordnung gehörten zum Kanton Saint-Pierre-d’Albigny die 5 Gemeinden Cruet, Fréterive, La Thuile (heute Kanton Saint-Alban-Leysse), Saint-Jean-de-la-Porte und Saint-Pierre-d’Albigny. Sein Zuschnitt entsprach einer Fläche von 73,80 km2. Er besaß vor 2015 einen anderen INSEE-Code als heute, nämlich 7327.

## Veränderungen im Gemeindebestand seit der landesweiten Neuordnung der Kantone
2019: Fusion Aiguebelle und Randens → Val-d’Arc

## Politik
| Vertreter im Départementsrat | Vertreter im Départementsrat | Vertreter im Départementsrat |
| Amtszeit                     | Namen                        | Partei                       |
| ---------------------------- | ---------------------------- | ---------------------------- |
| 2001–2008                    | Jean-Louis Boisson           | DVD                          |
| 2008–2015                    | Christiane Brunet            | DVD                          |
| 2015–                        | Christiane Brunet            | DVD                          |
| 2015–                        | Olivier Thevenet             | DVD                          |